# National Stadium, Dhaka

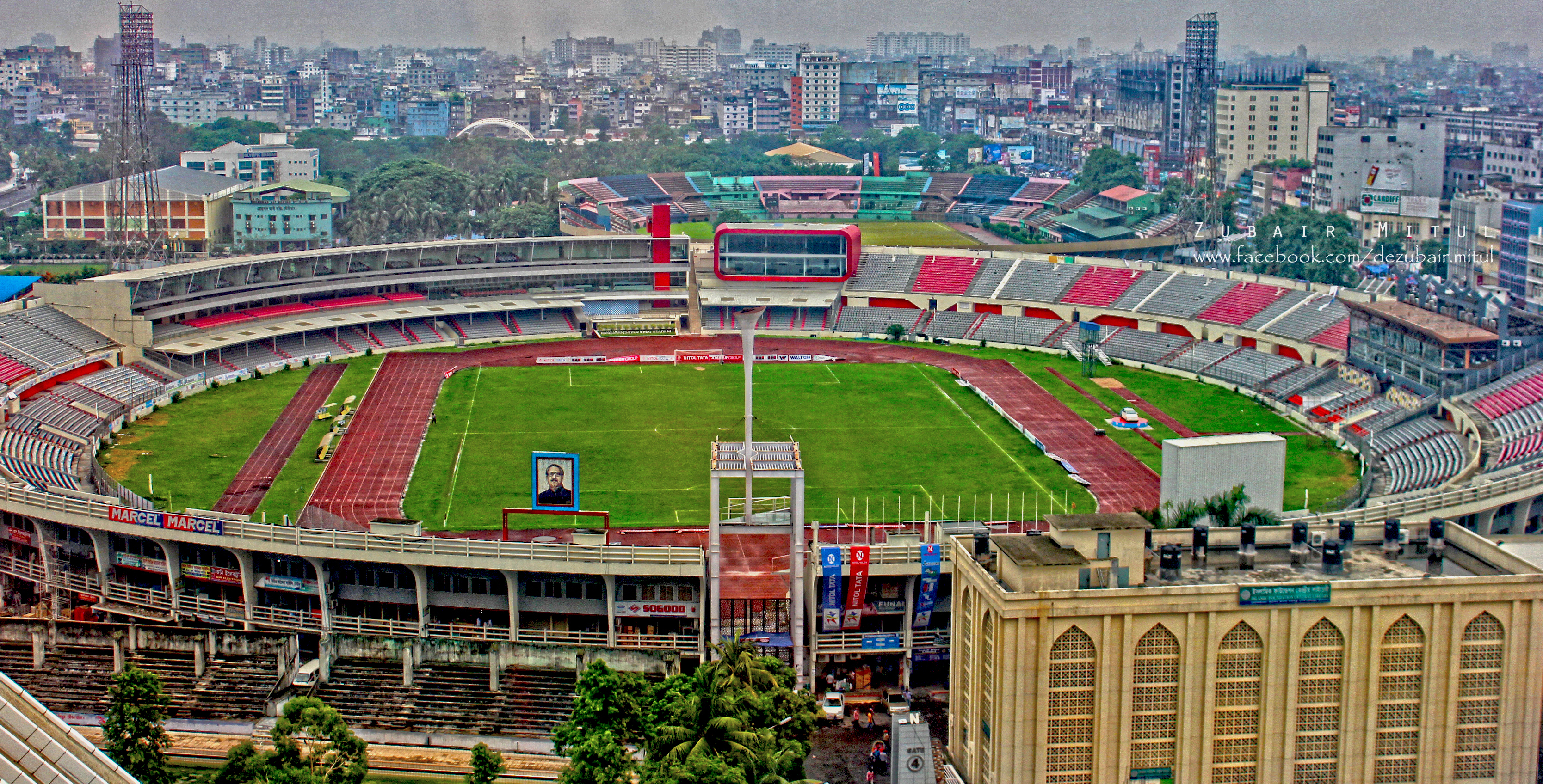
Bangabandhu National Stadium

National Stadium, Dhaka (tidigare känt som "Dacca Stadium") är den nationella arenan för stora idrottsevenemang i Dhaka, Bangladesh. Arenan ligger centralt i Dhaka, i Motijheel.

## Främst fotboll och friidrott
Stadion används främst för fotboll och friidrott. Dessutom var arenan hemmaarena för Bangladesh cricket team, till den 1 mars 2005. Totalt antal sittplatser är omkring 36 000. 

## Stora evenemang
- 2010 South Asian Games, bland annat fotboll och friidrott.
- Öppningsceremonin för 2011 ICC world cup, en cricketturnering som Bangladesh anordnar tillsammans med Indien och Sri Lanka.